# Amerosporiella
Amerosporiella är ett släkte av svampar. Amerosporiella ingår i divisionen sporsäcksvampar och riket svampar.